# F. & M. Schaefer Brewing Company

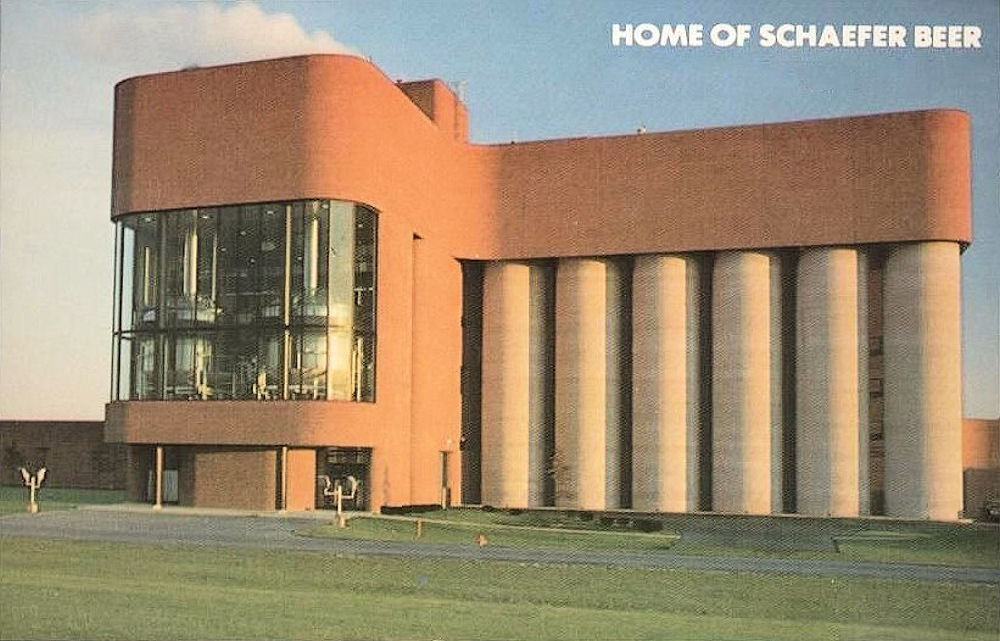
Postkarte der 1971 errichteten neuen Schaefer Brauerei in Foglesville, 5 Meilen westlich von Allentown PA.

Die F. & M. Schaefer Brewing Company war eine US-amerikanische Brauerei. Auf dem Höhepunkt ihres Erfolgs war die Schaefer-Brauerei die fünftgrößte Brauerei in den Vereinigten Staaten.

## Geschichte

### Gründung bis Jahrhundertwende
Im Jahr 1838 nahm der deutsche Emigrant Frederick Schaefer eine Anstellung in der New Yorker Brauerei des Unternehmers Sebastian Sommers auf. Diese Brauerei befand sich am Broadway, zwischen der 18th und 19th Street. Vier Jahre später kaufte er gemeinsam mit seinem jüngeren Bruder Maximilian die Anteile Sommers‘ auf und gründeten die F. M. Schaefer Brewery.
Aufgrund der steigenden Popularität des zu dieser Zeit in den USA noch relativ wenig verbreiteten Lagerbiers wurde 1845 ein neuer, größerer Produktionsstandort an der 7th Avenue, zwischen der 16th und 17th Street, eröffnet. Da sich auch dieser neue Standort innerhalb weniger Jahre als nicht ausreichend herausstellte, zog man an die Ecke 4th und 51st Street. An diesem Standort blieb die Brauerei für die folgenden 67 Jahre.
Da die Schaefer-Brüder etliche Grundstücke in Manhattan gekauft hatten und diese durch den anhaltenden Boom zwischen 1840 und 1860 erheblich an Wert gewonnen hatten – 1871 eröffnete das  Grand Central Terminal –, war die Brauerei mit einem soliden Kapitalstock ausgestattet.
Die Schaefers leiteten ihre Brauerei mit großem Erfolg. Im Jahr 1871 war ihr Unternehmen die sechstgrößte Brauerei in den Vereinigten Staaten. 1880 wurde der Name F. & M. Schaefer Brewing Company gewählt.
1897 verstarb Frederick Schaefer, sein Bruder Maximilian übernahm die Leitung der Brauerei bis zu seinem Tod 1904. Im Juni 1912 kaufte Rudolph Schaefer, der Sohn Maximilians, die Anteile der Erben Fredericks auf und wurde Präsident der Brauerei. Im Juni 1915 wurde erneut expandiert: Die Schaefer-Brauerei zog nach Brooklyn.

### Prohibition
Während der Prohibition produzierte Schaefer alkoholreduziertes Leichtbier, Eis und Farbstoffe. 1923 verstarb Rudolph Schaefer. Seine Söhne Frederick M. E. und Rudolph Jr. übernahmen die Leitung der Brauerei.
Mit dem Ende der Prohibition wurde der reguläre Braubetrieb wieder aufgenommen. Ein Werbeslogan der Brauerei zu dieser Zeit lautete „Our Hand Has Never Lost Its Skill“.

### Expansion und Börsengang
1938 wurde ein Jahresausstoß von über 1 Million Barrel erreicht. Innerhalb der nächsten sechs Jahre verdoppelte sich der Ausstoß. Um weiter zu wachsen, akquirierte man 1950 den Brauereistandort der Beverwyck Brewing Company in Albany. Im selben Jahr war die Schaefer Brauerei mit einem Jahresausstoß von 2,7 Millionen Barrel die fünftgrößte Brauerei in den Vereinigten Staaten.
In den 1960er-Jahren musste sich die Schaefer-Brauereien gegen etliche andere Brauereien in der Region behaupten: American Brewery, Inc., Carling Brewing Company, Cumberland Brewing Company, Globe Brewing Company, National Brewing Company und Queen City Brewing Company. Der mittlerweile auch landesweit ausgetragene Wettbewerb im Biermarkt verschärfte sich über die kommenden Jahre: Dies zeigte sich bereits im Jahr 1960, als die Schaefer-Brauerei trotz einer Erhöhung des Jahresausstoß auf 3,2 Millionen Barrel nur mehr die achtgrößte Brauerei des Landes war.
Schaefer steuerte gegen diesen Trend an und kaufte 1961 die Standard Brewing Company in Cleveland. Der Markteinstieg in die Region Ohio stellte sich jedoch als nicht erfolgreich heraus: Der Standort wurde 1963 an Christian Schmidt Brewing Company verkauft.
Am 19. Juni 1963 akquirierte man den Produktionsstandort der Theodore Hamm Brewing Company in Baltimore. Alle 290 Angestellten des Standorts wurden von Schaefer übernommen, auch der Braumeister Paul V. Glomp, der diese Position bereits ausfüllte, als der Produktionsstandort noch vor der Übernahme durch Hamm als Gunther Brewing Company agierte. Unter Lizenz braute die Schaefer-Brauerei neben seinen eigenen Bieren auch Hamm- und Gunther-Biermarken.
1963 war die Schaefer-Brauerei mit 3.866.000 Barrel Jahresausstoß die siebtgrößte Brauerei in den Vereinigten Staaten. Der Jahresumsatz lag bei 75–100 Millionen US-Dollar. Zu dieser Zeit waren insgesamt circa 3.000 Mitarbeiter bei Schaefer angestellt. Am 19. April 1964 kaufte Schaefer die Gunther-Biermarken der Hamm-Brauerei ab. Am 1. Dezember 1964 wurde die 4-Millionen-Barrel-Marke im Jahresausstoß erreicht.
Der Produktionsstandort in Baltimore wurde Stück um Stück erweitert. Insgesamt wurden 80 zusätzliche Mitarbeiter eingestellt und über eine halbe Million US-Dollar in neue Anlagen investiert. Am 28. Januar 1965 beschloss man, den Standort in Baltimore weiter zu modernisieren: Ein Investitionsplan von circa 1 Million US-Dollar wurde angekündigt. Der Großteil der Produktion in Baltimore wurde nach Puerto Rico vertrieben, wo Schaefer teilweise bis zu 67 % Marktanteil besaß.
1968 ging die Schaefer-Brauerei an die Börse. Die F. & M. Schaefer Corporation agierte als Holding für die ausgelagerte Produktionstochter Schaefer Brewing Company. Im Jahr 1970 war Schaefer mit 5,75 Millionen Barrel Jahresausstoß erneut die fünftgrößte Brauerei in den Vereinigten Staaten.
1971 wurde mit dem Bau eines neuen Brauereistandorts mit einer Produktionskapazität von 1,1 Millionen Barrel in Fogelsville, einem Stadtteil von Allentown, begonnen. 1972 wurde hier der Betrieb aufgenommen. Da der Standort in Albany als veraltet und ineffizient bewertet wurde, wurde dieser am 31. Dezember 1972 geschlossen. 1973 erstand Schaefer die Markenrechte an den Biermarken der Piel Bros., die sich im Besitz der The Associated Brewing Company befanden.
1975 erweiterte Schaefer die Kapazität am Standort in Fogelsville auf fünf Millionen Barrel. Am 22. Januar 1976 wurde der Standort in Brooklyn geschlossen. Am 7. Juli 1978 folgte die Schließung des Standorts in Baltimore.

### Niedergang und Verkauf
Bis 1978 war der Erfolg der Schaefer-Brauerei aufgrund landesweit agierender Konkurrenz zurückgegangen: Man war nur mehr die neuntgrößte Brauerei in den Vereinigten Staaten. 1980 wurden der Standort in Fogelsville sowie alle Marken der F. & M. Schaefer Brewing Company durch die Stroh Brewery Company übernommen.
Schaefer-Bier wird mittlerweile von der Pabst Brewing Company hergestellt.

## Trivia
- Schaefer war auf der Weltausstellung 1939 und der New York World’s Fair 1964 mit einem Restaurant („Schaefer Center“) vertreten.
- Von 1967 bis 1976 sponserte Schaefer das nach ihm benannte Schaefer Music Festival.
- Von 1971 bis 1983 trug das Foxboro Stadium den Namen „Schaefer Stadium“. Hierbei handelte es sich um den ersten Sponsorvertrag in den Vereinigten Staaten, in welchem ein Namensrecht für ein Stadion vergeben wurde.
- Zwischen den späten 1950er- und frühen 1960er-Jahren sponserte Schaefer ein Fernsehprogramm („Schaefer Award Theatre“).